# Stördorf

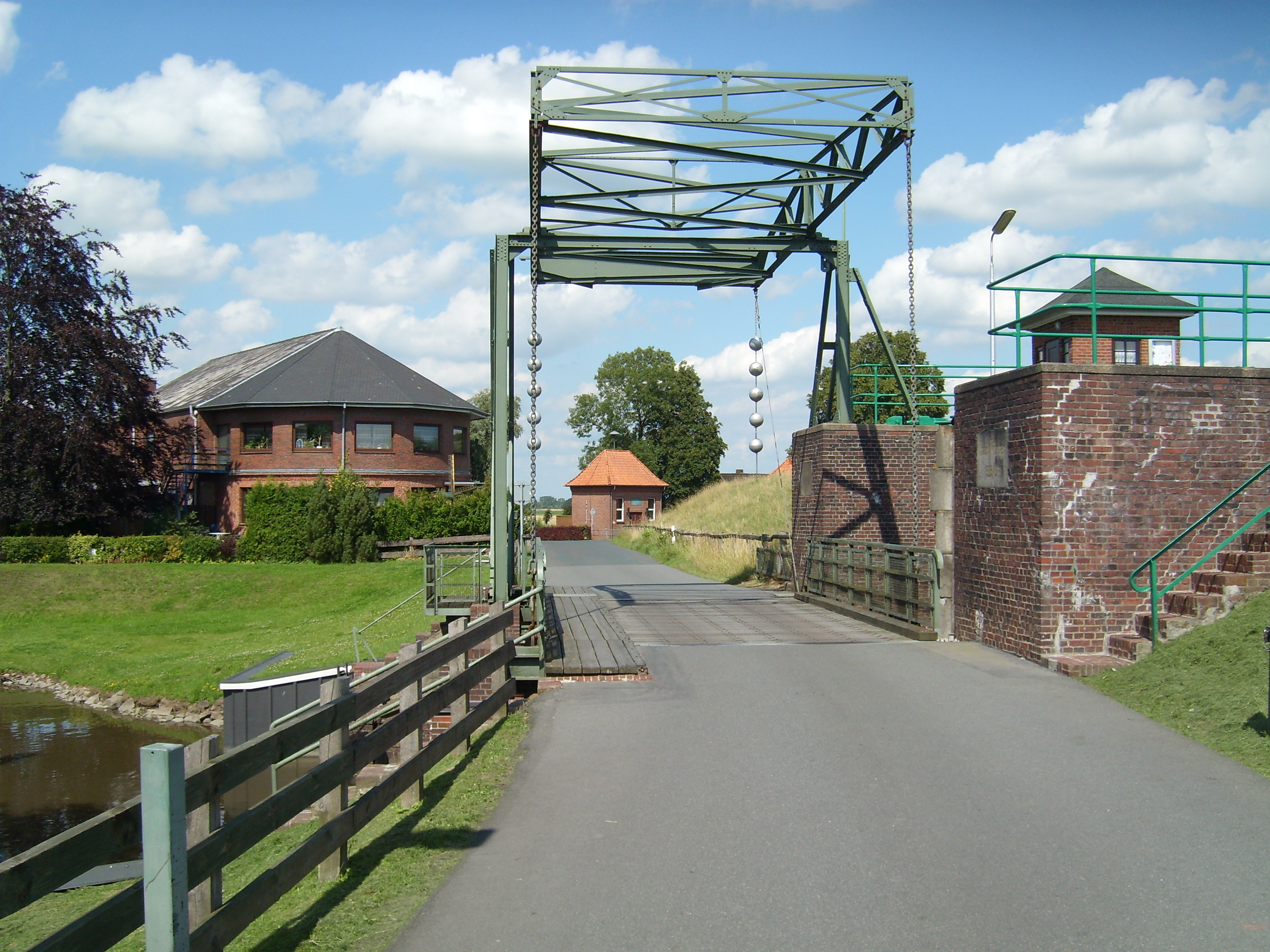
Stördorf Schleuse-Kasenort

Stördorf (niederdeutsch: Stöördörp) ist eine Gemeinde im Kreis Steinburg in Schleswig-Holstein. Zur Gemeinde gehören neben Stördorf die Ortsteile Honigfleth, Kasenort und Kathen.

## Geografie

### Geografische Lage
Stördorf liegt im Naturraum der Wilstermarsch am Nordufer des namensgebenden Flusslaufs östlich von der Stadt Wilster. Zum Gemeindegebiet zählt auch eine Exklave, die von der Kampritt Wettern im Süden (amtlich auch „Kampritter Wettern“) und der Wilsterau im Norden eingefasst wird.
Die Große Feldwettern (amtlich Moorhusener Wettern) bildet im Westen des Haupt-Gemeindegebiets den Übergang zur Gemeinde Landrecht. Die Flussmitte der Stör bildet die südliche Gemeindegrenze. Die rechte (nördliche) Hälfte der Stör und einige vorgelagerte Niederungsflächen im Gemeindegebiet sind Teil des europäischen NATURA 2000-Schutzgebietes FFH-Gebiet Schleswig-Holsteinisches Elbästuar und angrenzende Flächen.

### Ortsteile
Die Gemeinde Stördorf umfasst, neben dem Dorf gleichen Namens, auch das Dorf Honigfleth. Weiterhin werden das Dorf Kathen und die Höfesiedlung Kasener Weg sowie anteilig die Häusergruppe Kasenfleth als Exklaven in Landrecht ebenfalls zur Gemeinde gerechnet.

### Nachbargemeinden
Direkt angrenzende Gemeindegebiete von Stördorf sind:
|           | Landrecht, Bekdorf                          |                          |
| Landrecht | Kompassrose, die auf Nachbargemeinden zeigt | Bekmünde Heiligenstedten |
|           | Hodorf                                      |                          |

Das abseits in südwestlicher Richtung vom Hauptort gelegene Gebiet der Exklave grenzt wie folgt an die nachfolgenden Gemeindegebiete:
| Wilster   | Landrecht                                   |        |
| Dammfleth | Kompassrose, die auf Nachbargemeinden zeigt | Hodorf |
|           | Beidenfleth                                 |        |

## Geschichte
Seit 1872 ist die Gemeinde selbständig.

## Politik

### Gemeindevertretung
Bei der Kommunalwahl am 14. Mai 2023 wurden insgesamt sieben Sitze vergeben. Diese fielen erneut alle an die Kommunale Wählervereinigung Stördorf. Die Wahlbeteiligung betrug 71,9 %.

### Wappen
Blasonierung: „Von Grün und Blau durch zwei schmale vierwellige silberne Wellenbalken gesenkt geteilt. Oben eine silberne Bockmühle, unten ein silberner Stör.“

## Sehenswürdigkeiten
Im Ortsteil Honigfleth steht das Wahrzeichen der Wilstermarsch, eine Bockmühle.

## Verkehr
Die Bundesstraße 5 verläuft im Norden leicht versetzt in Ost-West-Richtung durch beide Gemeindebereiche. Sie bildet dabei den Streckenabschnitt zwischen Brunsbüttel und Itzehoe ab und ist heute als Kraftfahrstraße ausgewiesen.
In Parallellage zur Bundesstraße führt auch die Trasse der Marschbahn östlich von Wilster durch das Gemeindegebiet. Nächstgelegener ist der Bahnhof Wilster. Dieser wird im Nahverkehrsverbund Schleswig-Holstein durch die Regionalbahn 62 auf der Strecke Heide–Itzehoe bedient.